# Малая Ловча
Малая Ловча — деревня в Суражском районе Брянской области России. Входит в состав Дубровского сельского поселения.

## География
Деревня находится в северо-западной части Брянской области, в зоне хвойно-широколиственных лесов, в пределах части Приднепровской низменности, при автодороге 15К-2507, на расстоянии примерно 9 километров (по прямой) к северу от города Суража, административного центра района. Абсолютная высота — 170 метров над уровнем моря.

### Климат
Климат характеризуется как умеренно континентальный с достаточным увлажнением, тёплым летом и умеренно холодной зимой. Среднегодовая многолетняя температура воздуха составляет 5,4 °С. Средняя температура воздуха самого тёплого месяца (июля) — 18,1 °C (абсолютный максимум — 37 °C); самого холодного (января) — −8 — −7,5 °C (абсолютный минимум — −37 °C). Период активной вегетации растений (с температурой выше 10°С) составляет 144 дня. Среднегодовое количество атмосферных осадков составляет 554 мм, из которых большая часть (285 мм) выпадает в тёплый период. Снежный покров держится в течение 120—130 дней.

### Часовой пояс
Деревня Малая Ловча, как и вся Брянская область, находится в часовой зоне МСК (московское время). Смещение применяемого времени относительно UTC составляет +3:00.

## История
Основана в середине XVIII века как хутор, позднее слобода; входила в Мглинскую сотню Стародубского полка. С 1782 по 1921 в Суражском уезде (с 1861 - в составе Новодроковской волости); в 1921-1929 в Клинцовском уезде (Новодроковская, с 1924 Суражская волость). До начала XX века было развито производство войлока, рогож и другого. 
С 1930-х годов по 1960 в Иржачском сельсовете; в 1961-1984 в Далисичском.
В середине XX века - колхоз "Красный партизан".

## Население
| 2010 | 2013 |
| ---- | ---- |
| 7    | ↘6   |

### Национальный состав
230 человек (1901), в национальной структуре населения русские составляли 100 % из 8 человек (2002).
Будет упразднена как фактически не существующая в связи с переселением всех жителей на постоянное место жительства в другие населённые пункты.